# Вюстенфельд, Фердинанд
Генрих Фердинанд Вюстенфельд (нем. Heinrich Ferdinand Wüstenfeld, 31 июля 1808, Ганноверш-Мюнден — 8 февраля 1899, Ганновер) — немецкий ориенталист, профессор Геттингенского университета.
Вюстенфельд издал много арабских сочинений. Из самостоятельных трудов его заслуживают внимания: «Die Akademien der Araber und ihre Lehrer» (Гетт., 1837); «Geschichte der arab. Aerzte und Naturforscher» (Гетт., 1840); «Genealogische Tabellen der arab. Stämme und Familien» (Гетт., 1852); «Vergleichungstabellen der mohammedischer und christl. Zeitrechnung» (Лейпциг, 1864). Кроме того, Вюстенфельд поместил множество статей в трудах геттингенского ученого общества. Из этих статей замечательны: «Die Statthalter von Aegypten» (1875); «Die Uebersetzungen arab. Werke in das Lateinische» (1877); «Das Heerwesen der Mohammedaner» (1880); «Geschichte der Fatimiden» (1881); «Die Geschichtschreiber der Araber» (1882); «Jemen im XI Jahrh. und die Kriege der Türken» (1855); «Eachr-ed-din, der Drusenfürst» (1886).
В некоторых русскоязычных источниках XIX века упоминается как Генрих-Фридрих Вюстенфельд.